# Juan Sebastián Verón
Juan Sebastián Verón (smeknanm: La Brujita Verón  "häxan Verón"), född 9 mars 1975 i Buenos Aires, är en argentinsk före detta fotbollsspelare som spelade som mittfältare. Veróns talang upptäcktes tidigt och han lockades över till Europa av UC Sampdoria. Spektakulära volleymål och ett förståndigt mittfältsspel karaktäriserade Verón under hans inledande år och han blev på kort tid bofast i Argentinas fotbollslandslag. Verón har även ett italienskt medborgarskap, som misstänktes vara förfalskat under vintern 2001, då det var tveksamheter kring hans gammelmormors påstådda utvandring från Kalabrien. Verón friades dock.
Han är mest känd för att ha varit instrumental när Lazio vann Serie A 2000, men lyckades inte lika bra i vare sig Manchester United, Chelsea eller Inter, vilket gjorde att han 2006 återvände till Estudiantes, där han redan första säsongen blev argentinsk mästare. Han ingick även i VM-laget 2010 trots konkurrensen från Europabaserade spelare.

## Klubbar
- Estudiantes de La Plata 1994–1996
- Boca Juniors 1996
- Sampdoria 1996–1998
- Parma FC 1998–1999
- SS Lazio 1999–2001
- Manchester United 2001–2003
- Chelsea 2003–2004
- Inter 2004–2006 (lån)
- Estudiantes de La Plata 2006–2007 (lån)
- Estudiantes de La Plata 2007–2012

## Meriter
- Argentina B Division 1995
- Coppa Italia 1999, 2000, 2005, 2006
- Serie A 2000, 2006
- Italienska Supercupen 2000, 2005
- Premier League 2003
- Primera Division De Argentina 2008
- Copa Libertadores de América 2009

- Sydamerikas bästa fotbollsspelare 2008, 2009